# Carangoides ferdau
Espèce
Statut de conservation UICN

 LC  : Préoccupation mineure
La carangue rayée (Carangoides ferdau) est une espèce de poisson de la famille des Carangidés.

## Taxonomie et dénomination
La carangue rayée est classée dans le genre Carangoides, de la famille des Carangidés, de l'ordre des perciformes et du sous-ordre percoidei.
La première description scientifique d'un individu de cette espèce est réalisée par le naturaliste Peter Forsskål (également connu sous le nom de Pehr Forsskål) en 1775, à partir d'un spécimen capturé en Mer Rouge. Il dénomme cette espèce Scomber ferdau, la reliant ainsi aux maquereaux (genre Scomber), avant que la famille des Caranguidae n'émerge de la création du genre Caranx. Avec l'avancée de la taxonomie des carangidés, l'espèce se voit transférée dans le genre caranx avant d'être finalement placée dans le genre Carangoides. Gilbert Percy Whitley tenta sans succès d'établir cette espèce dans son propre genre Ferdauia.
L'espèce fut indépendamment décrite et dénommée plusieurs fois, et fut source de nombreuses confusions avec Carangoides orthogrammus, ce qui entraina l'existence de nombreux synonymes. Le nom de ferdau provient probablement du nom du collecteur ayant capturé le premier spécimen décrit par Forsskål.
Synonymes :
- Carangoides ferdan (Forsskål, 1775)
- Carangoides hemigymnostethus (Bleeker, 1851)
- Carangoides laticaudis (Alleyne & Macleay, 1877)
- Caranx ferdau (Forsskål, 1775)
- Caranx gilberti (Jordan & Seale, 1906)
- Caranx hemigymnostethus (Bleeker, 1851)
- Caranx laticaudis (Alleyne & Macleay, 1877)
- Ferdauia lindemanensis (Whitley, 1951)
- Scomber ferdau (Forsskål, 1775)

Noms vernaculaires :
- Carangue la nation (république de Maurice)
- Carangue rayée (Polynésie française)
- Carangue tachetée (France métropolitaine)
- Jurel manchado (France métropolitaine)

## Morphologie
D’une couleur s’assimilant au turquoise pour ce qui est de la partie supérieure du corps, les carangues rayées possèdent 5 à 6 rayures verticales sombres sur les côtés, parfois avec des taches dorées assez discrètes. Néanmoins, la couleur dominante du corps est l’argent. Ces dernières possèdent un corps oblong et comprimé, avec un profil dorsal plus convexe que le profil ventral. Les carrangues rayées ont neuf épines dorsales, de 26 à 34 rayons mous dorsaux, 3 épines anales et de 21 à 26 rayons mous anaux. De plus, la queue est marquée de 21 à 37 scutelles.
Le maximum de taille connu est de 70 centimètres, mais elles sont plus généralement de taille moindre, aux alentours de 30 centimètres, et le poids maximal répertorié est de 8 kilogrammes.
Garilao, Cristina V., « Morphology Data of Carangoides Ferdau », FishBase, 13 mars 2008 (consulté le 23 novembre 2021).

## Répartition géographique
Ces poissons tropicaux peuplent des eaux chaudes entre les latitudes 32°N et 24°S. Ils peuplent les eaux des océans Pacifique et Indien. En Afrique, ils sont présents de la mer Rouge au nord, jusqu'à Port Elizabeth en Afrique du Sud. Dans le Pacifique, la limite de peuplement nord se trouve au sud du Japon et à Hawaii. Au sud, ils sont présents sur les côtes nord de l'Australie. Sur la côte Ouest des Amériques, ils peuplent au Nord les eaux de la Basse-Californie-du-Sud et du golfe de Californie, jusqu'aux côtes de l'Équateur, au Sud.

## Comportement
Ces carangues vivent sur les côtes récifales jusqu'à 60 mètres de profondeur. Elles adoptent aussi un comportement pélagique ce qui permet les déplacements entre îles. Elles apprécient aussi les eaux des côtes sablonneuses et les lagons. Elles semblent très peu présentes dans les estuaires, ce qui suggère une faible tolérance aux eaux saumâtres. Elles se déplacent généralement en petit groupes d'une ou deux dizaines d'individus, et parfois seules. Elles se nourrissent essentiellement de crustacés, de mollusques, et de petits poissons (en particulier les maquereaux et les Monacanthidae). À Hawaii, elles ont été observées suivant des bancs d'Albulidae et de Mullidae, se nourrissant des proies découvertes par ces types de poissons qui fourragent les fonds sableux.
La biologie et le cycle reproducteur de cette espèce sont peu connus. Dans les eaux de Taïwan, les larves de cette espèce sont observables en février, ce qui suggère un fraie au mois de décembre dans cette région. Les juvéniles ont été parfois observés voyageant en se réfugiant dans la forêt de tentacules de larges méduses pélagiques.

## Pêche
La carangue rayée peut être capturée à la traîne, à la ligne de fond et au fusil sous-marin. Elle est aussi parfois prise au filet. Elle est généralement commercialisée fraiche, sur les petits marchés locaux, mais elle est parfois capturée par des pratiquants de la pêche sportive. Son importance commerciale peut être plus prononcée dans les régions où elle est très abondante. En Afrique du Sud, c'est une prise appréciée par les pêcheurs de loisir, et les prises semblent y être plus abondantes à l'aube et au coucher du soleil.
Sa chair semble très appréciée par les consommateurs. Elle est rarement ciguatoxique, mais quelques cas d'empoisonnement à la ciguatera ont été répertoriés.